# L'Affaire Al Capone
Cet article possède un paronyme, voir Al Capone (homonymie).
 (janvier 2025).
Si vous disposez d'ouvrages ou d'articles de référence ou si vous connaissez des sites web de qualité traitant du thème abordé ici, merci de compléter l'article en donnant les références utiles à sa vérifiabilité et en les liant à la section « Notes et références ».
Pour plus de détails, voir Fiche technique et Distribution.
L'Affaire Al Capone (The St. Valentine's Day Massacre) est un film américain réalisé par Roger Corman et sorti en 1967.

## Synopsis
Dans le Chicago des années 1920, la prohibition bat son plein, les meurtres se multiplient et les gangs s'enrichissent. Al Capone et Bugs Moran sont à la tête de deux mafias rivales (italienne et irlandaise) qui s'affrontent pour devenir les maîtres de la ville.

## Fiche technique
- Titre : L'Affaire Al Capone
- Titre original : The St. Valentine's Day Massacre
- Réalisation : Roger Corman
- Scénario : Howard Browne
- Musique : Lionel Newman et Fred Steiner
- Photographie : Milton R. Krasner
- Montage : William B. Murphy
- Production : Roger Corman
- Sociétés de production : Corman Co. et Los Altos Productions
- Société de distribution : 20th Century Fox
- Pays de production :  États-Unis
- Langue originale : anglais
- Durée : 96 minutes
- Genre : drame et historique
- Date de sortie :
  - États-Unis : 30 juin 1967
  - France : 16 novembre 1967
- Film interdit en salles aux moins de 12 ans en France
- Affiches : Raymond Elseviers (titre : Le Massacre de la Saint-Valentin, Belgique), Enzo Nistri (Italie)

## Distribution
- Jason Robards (VF : Georges Aminel) : Al Capone
- George Segal (VF : Jacques Deschamps) : Peter Gusenberg
- Ralph Meeker (VF : Marcel Bozzuffi) : George Clarence 'Bugs' Moran
- Kurt Kreuger : James Clark
- Clint Ritchie (VF : Marc de Georgi) : Jack McGurn dit 'La Rafale'
- Frank Silvera (VF : Alfred Pasquali) : Nick Sorello
- Joseph Campanella (VF : Marc Cassot) : Albert Wienshank
- Milton Frome (VF : Jacques Mauclair) : Adam Heyer
- Charles Dierkop : Salvanti
- Tom Signorelli (VF : Roger Crouzet) : Bobo Borotto
- David Canary (VF : Serge Sauvion) : Frank Gusenberg
- Bruce Dern : Johnny May
- Harold J. Stone (VF : Pierre Leproux) : Frank Nitti
- Jean Hale (VF : Lisette Lemaire) : Myrtle
- Paul Richards : Charles Fischetti dit 'Le Graisseur de Pattes'
- Alexander D'Arcy (VF : Michel Gudin) : Joe Aiello
- Joe Turkel (VF : Roland Ménard) : Jake Guzik dit 'Gras du Pouce'
- Mickey Deems (VF : Alain Nobis) : Reinhold Schwimmer
- Richard Bakalyan (VF : Pierre Trabaud) : John Scalise
- Mary Grace Canfield (VF : Monique Mélinand) : Mrs Doody, l'hôtelière
- Alex Rocco : Diamond
- Reed Hadley : Hymie Weiss
- Dick Miller : le gangster déguisé en flic
- Jack Nicholson : Gino
- Jan Merlin : Willie Marks
- John Agar : Dean O'Banion
- Buck Taylor
- Russ Conway (VF : Raymond Loyer) : l'interrogateur de la police
- Betsy Jones-Moreland (VF : Paule Emanuele) : la journaliste interviewant Al Capone au bord de sa piscine
- Paul Frees (VF : Jean-Claude Michel) : le narrateur

## Production
Le réalisateur Roger Corman souhaitait à la base engager Orson Welles pour le rôle d'Al Capone et Jason Robards pour celui de Bugs Moran, en raison de son gabarit et de ses origines irlandaises. Le studio y mit son véto, au prétexte que Welles tenterait de prendre le contrôle artistique du film[réf. nécessaire].
On peut noter une apparition de Jack Nicholson dans un rôle de chauffeur. Corman lui avait à la base offert un rôle plus important mais Nicholson préféra celui-ci qui, malgré sa brièveté au sein du film, lui garantissait un salaire plus important en raison du planning de tournage. 